# Noah Persson
Noah Persson (Svédország, 2003. július 16. –) svéd válogatott labdarúgó, a svájci Grasshoppers középpályása kölcsönben a Young Boys csapatától.

## Pályafutása

### Klubcsapatokban
Persson Svédországban született. Az ifjúsági pályafutását az Asarum csapatában kezdte, majd a Mjällby akadémiájánál folytatta.
2021-ben mutatkozott be a Mjällby első osztályban szereplő felnőtt keretében. Először a 2021. augusztus 7-ei, Örebro ellen 2–2-es döntetlennel zárult mérkőzés 80. percében, Kadir Hodžić cseréjeként lépett pályára. Első gólját 2022. július 23-án, a Degerfors ellen hazai pályán 2–1-es győzelemmel zárult találkozón szerezte meg. 2023. február 7-én 4½ éves szerződést kötött a svájci első osztályban érdekelt Young Boys együttesével, majd egy nappal később kölcsönben visszatért svéd nevelőklubjához a 2022–23-as szezon végéig. A 2024–25-ös szezonban a Grasshoppersnél szerepelt szintén kölcsönben.

### A válogatottban
Persson az U21-es korosztályú válogatottban is képviselte Svédországot.
2023-ban debütált a felnőtt válogatottban. Először a 2023. január 9-ei, Finnország ellen 2–0-ra megnyert mérkőzésen lépett pályára.

## Statisztikák
2024. augusztus 31. szerint
| Klub       | Szezon   | Osztály            | Bajnokság | Bajnokság | Kupa  | Kupa | Nemzetközi | Nemzetközi | Összesen | Összesen |
| Klub       | Szezon   | Osztály            | Meccs     | Gól       | Meccs | Gól  | Meccs      | Gól        | Meccs    | Gól      |
| ---------- | -------- | ------------------ | --------- | --------- | ----- | ---- | ---------- | ---------- | -------- | -------- |
| Mjällby    | 2021     | Allsvenskan        | 10        | 0         | 0     | 0    | —          | —          | 10       | 0        |
| Mjällby    | 2022     | Allsvenskan        | 29        | 1         | 3     | 0    | —          | —          | 32       | 1        |
| Mjällby    | 2023     | Allsvenskan        | 10        | 0         | 6     | 0    | —          | —          | 16       | 0        |
| Young Boys | 2023–24  | Swiss Super League | 25        | 0         | 2     | 1    | 6          | 0          | 33       | 1        |
| Young Boys | 2024–25  | Swiss Super League | 5         | 0         | 0     | 0    | 2          | 0          | 7        | 0        |
| Összesen   | Összesen | Összesen           | 79        | 1         | 11    | 1    | 8          | 0          | 98       | 2        |

### A válogatottban
| Válogatott | Év       | Pályára lépés | Gól |
| ---------- | -------- | ------------- | --- |
| Svédország | 2023     | 1             | 0   |
| Összesen   | Összesen | 1             | 0   |

## Sikerei, díjai
Mjällby
- Svéd Kupa
  - Döntős (1): 2022–23

Young Boys
- Swiss Super League
  - Bajnok (1): 2023–24